# Rock 'n' Roll Kenchō Shozaichi ~Oboechaina Series~
Singles par Mini Moni
Mini Hams no Kekkon Song
(2002) Mini Moni Kazoe Uta (...)
(2003)
Rock 'n' Roll Kenchō Shozaichi ~Oboechaina Series~ (ロックンロール県庁所在地 ~おぼえちゃいなシリーズ~, ou Kencho, Kenchou, Kenchōshozaichi, Kenchoshozaichi, Kenchoushozaichi) est le 8e single du groupe Mini Moni (le 4e sous ce seul nom).

## Présentation
Le single sort le 9 avril 2003 au Japon sous le label Zetima, quatre mois seulement après le précédent single du groupe, Mini Hams no Kekkon Song, attribué en fait à Mini Hams. Il est produit par Tsunku. Il atteint la 7e place du classement de l'Oricon. Il se vend à 25 296 exemplaires la première semaine et reste classé dix semaines, pour un total de 58 084 exemplaires vendus durant cette période. Il sortira aussi au format "Single V" (VHS et DVD) un mois plus tard, le 8 mai 2003, contenant le clip vidéo.
La chanson-titre est une reprise de la chanson Rock 'n' Roll Kenchō Shozaichi de Chisato Moritaka, parue à l'origine sur son album Pepper Land de 1992, puis remaniée en "face B" de son single Watashi no Natsu de 1993 et à nouveau sur sa compilation Do the Best de 1995. La version de Mini Moni figurera sur le deuxième album du groupe, Mini Moni Songs 2 qui sortira un an plus tard ; la chanson listant les préfecture du Japon, les paroles de cette nouvelle version sont adaptées pour tenir compte de l'intégration ultérieure de Urawa à Saitama.
C'est le premier disque de la nouvelle formation du groupe, avec Ai Takahashi en remplacement de Mari Yaguchi. Takahashi avait cependant déjà participé à un précédent single du groupe, Genki Jirushi no Ōmori Song, qui aurait dû logiquement servir de passage de témoin entre les deux chanteuses ; mais la sortie entre-temps du single de Mini Hams lié à la sortie d'un film avec Yaguchi a bouleversé cet ordre.
Membres
Mika Todd ; Nozomi Tsuji ; Ai Kago ; Ai Takahashi

## Liste des titres
Titre n°1 écrit et composé par Chisato Moritaka, arrangé par Hideyuki "Daichi" Suzuki ; titre n°2 par Tsunku, arrangé par Yuichi Takahashi.
| 1. | Rock 'n' Roll Kenchō Shozaichi ~Oboechaina Series~ (ロックンロール県庁所在地 ～おぼえちゃいなシリーズ～) | 2:36 |
| 2. | Oshaberi Suki ya nen (おしゃべりすきやねん)                                                              | 3:17 |
| 3. | Rock 'n' Roll Kenchō Shozaichi ~Oboechaina Series~ (Original Karaoke) (...オリジナル・カラオケ)          | 2:35 |

| 1. | Rock 'n' Roll Kenchō Shozaichi ~Oboechaina Series~ (ロックンロール県庁所在地 ～おぼえちゃいなシリーズ～) |  |
| 2. | Rock 'n' Roll Kenchō Shozaichi ~Oboechaina Series~ (Lesson Video) (...レッスンビデオ)                    |  |
| 3. | Making Eizo (メイキング映像)                                                                             |  |